# Yuma County, Colorado
Yuma County är ett administrativt område i delstaten Colorado, USA. År 2010 hade countyt 10 043 invånare. Den administrativa huvudorten (county seat) är Wray.  

## Geografi
Enligt United States Census Bureau så har countyt en total area på 6 136 km². 6 127 km² av den arean är land och 9 km² är vatten.

### Angränsande countyn
- Phillips County, Colorado - nord
- Chase County, Nebraska - nordöst
- Cheyenne County, Kansas - öst
- Dundy County, Nebraska - öst
- Kit Carson County, Colorado - syd
- Washington County, Colorado - väst
- Logan County, Colorado - nordväst